# Liste der Gemälde von Pieter Bruegel dem Älteren

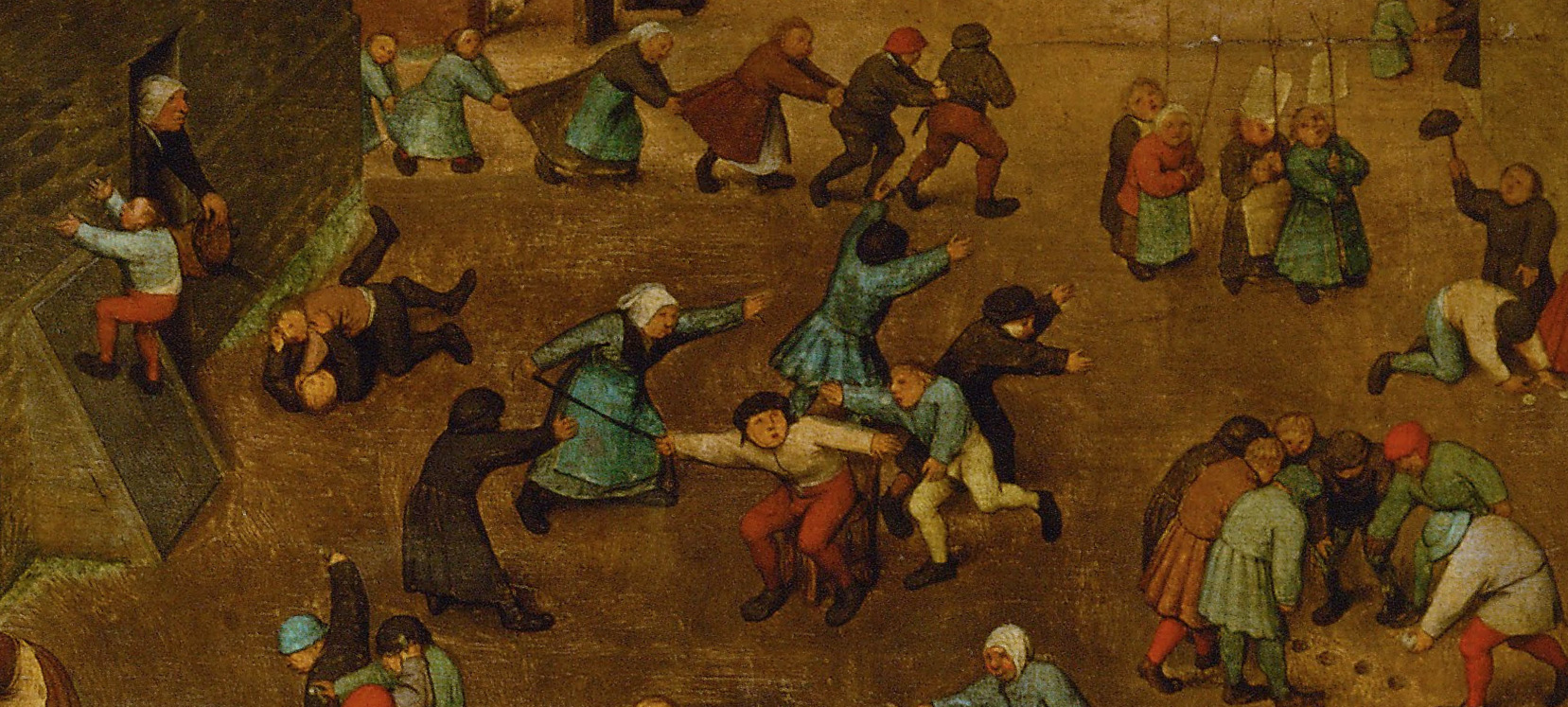
Detail aus Die Kinderspiele (1560)

Die Liste der Gemälde von Pieter Bruegel dem Älteren enthält mit über vierzig bekannten und erhaltenen Werken alle diesem Maler der Niederländischen Renaissance zugeschriebenen Gemälde. Daneben schuf Bruegel eine Reihe von Zeichnungen, Stichen und Gravuren.

## Hintergrund
Die meisten seiner Gemälde stellte Bruegel mit Ölfarben auf Holztafeln her, selten setzte er Tempera als Farbe oder Leinwand als Farbträger ein. Viele der Bilder zeigen Motive des bäuerlichen Lebens, was dem Künstler den Spitznamen „Bauernbruegel“ einbrachte. Außerdem sind Landschaften, biblische Themen und die bildliche Wiedergabe von Redewendungen häufig. Gerade die großformatigen Bilder sind für ihren Detailreichtum bekannt.

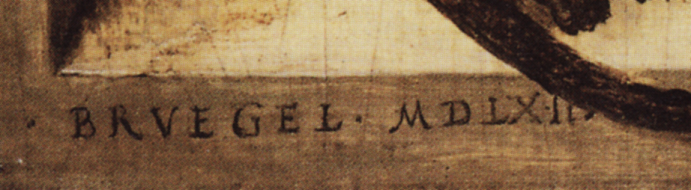
Signatur Bruegels auf Zwei Affen (1562)

Die Mehrzahl der Gemälde ist mit dem Nachnamen des Künstlers signiert und mit einer Jahreszahl versehen. Die Schreibweise des Namens variiert dabei. Bis 1559 unterzeichnete der Künstler meist mit „Brueghel“, häufig in gotischen Minuskeln. Danach ließ er das „h“ weg und schrieb in römischen Majuskeln: „BRVEGEL“. Fehlt die Datierung, ist eine genaue zeitliche Einordnung des Werkes selten möglich. Das früheste bekannte und datierte Gemälde ist von 1553; frühere Malerarbeiten Bruegels am Altar der Handschuhmacherzunft von Mechelen aus dem Jahr 1551 sind zwar dokumentiert, aber nicht erhalten.
Über Bruegels Leben ist nur wenig bekannt. Sein Geburtsdatum wird zwischen 1525 und 1530 vermutet, er starb 1569. Er gilt als Begründer einer Schule von Künstlern, der unter anderem seine beiden Söhne Pieter der Jüngere (1564–1638) und Jan (1568–1625) angehörten. Pieter der Jüngere, später „Höllenbrueghel“ genannt, übernahm das Werkstattmaterial seines Vaters und produzierte „fast fabrikmäßig“ Kopien der Kompositionen seines Vaters. Von dessen Motiv Winterlandschaft mit Eisläufern und Vogelfalle sind beispielsweise weit über hundert Reproduktionen aus dem Malerbetrieb des Sohnes bekannt. Viele der Kopien sind weder signiert noch datiert. Pieter der Jüngere unterzeichnete ebenfalls mit „BRVEGEL“, ab etwa 1620 mit „BRVEGHEL“; auch Jan verwendete beide Schreibweisen. Dadurch ist die Urheberschaft einiger Gemälde unsicher, selbst wenn sie signiert sind, und gerade die Unterscheidung von älterem und jüngerem Pieter kann Kunsthistorikern Schwierigkeiten bereiten.
Die erhaltenen Gemälde Bruegels sind heute fast ausschließlich in Museen, nur vereinzelt befinden sich Werke in Privatbesitz. Zuletzt wurde 2010 das Gemälde Der Wein zum Fest des heiligen Martin bekannt, nachdem ein privater Sammler es zum Restaurieren in den Prado gegeben hatte. Das Museum erwarb das Bild daraufhin.
Verschollene Gemälde Bruegels sind nicht in der Liste enthalten, da wenig gesichertes Wissen über sie besteht. Zum Beispiel weist die Provenienz der fünf bekannten Jahreszeitenbilder darauf hin, dass diese Serie einst aus sechs Teilen bestand. Einzelheiten zum fehlenden Bild sind jedoch nicht bekannt. In anderen Fällen existieren Kopien von Nachahmern Bruegels, aus denen auf ein verloren gegangenes Original geschlossen wird. So befinden sich beispielsweise im Philadelphia Museum of Art zwei Gemälde, Der untreue Hirte und eine Variation der Bauernhochzeit, hinter denen Vorlagen Bruegels vermutet werden.

## Liste
Werke mit umstrittener Urheberschaft sind in der folgenden Tabelle grau hinterlegt; einige Beispiele für geänderte Zuschreibungen werden im Anschluss in einer zweiten Tabelle aufgeführt.
Die Spalte Nr. gibt die Katalognummern an, unter der ein Gemälde in einem Werkverzeichnis angeführt ist. Dabei nennt „MS“ das Verzeichnis von Marijnissen und Seidel, siehe Abschnitt Literatur. Ein Strich „–“ deutet an, dass ein Gemälde in einem Verzeichnis nicht erfasst wurde.
| Titel                                                                                         | Jahr    | Technik              | Maße                | Signatur                                                          | Ort, Museum                              | Nr.   | Bild | Anmerkung                                                                                    |
| --------------------------------------------------------------------------------------------- | ------- | -------------------- | ------------------- | ----------------------------------------------------------------- | ---------------------------------------- | ----- | ---- | -------------------------------------------------------------------------------------------- |
| Anbetung der Heiligen Drei Könige                                                             | 1564    | Öl auf Holz          | 111,1 cm × 83,2 cm  | BRVEGEL M.D.LXIIII (unten rechts)                                 | London, National Gallery                 | MS 19 |      | Echtheit der Datierung fraglich                                                              |
| Anbetung der Heiligen Drei Könige                                                             | 1555–63 | Tempera auf Leinwand | 124 cm × 169 cm     | ohne                                                              | Brüssel, Kgl. Museen der Schönen Künste  | MS 04 |      | Zuschreibung fraglich                                                                        |
| Die Anbetung der Könige im Schnee                                                             | 1563/67 | Öl auf Holz          | 35 cm × 55 cm       | M.D.LXIII BRVEGEL oder M.D.LXVII BRVEGEL (unten links)            | Winterthur, Sammlung Oskar Reinhart      | MS 33 |      | drittletzte Ziffer der Datierung wird als „I“ oder als „V“ gelesen                           |
| Die Bauernhochzeit                                                                            | um 1568 | Öl auf Holz          | 114 cm × 164 cm     | ohne                                                              | Wien, Kunsthistorisches Museum           | MS 35 |      | Bild wurde unten beschnitten, dabei ging mglw. Signatur verloren                             |
| Der Bauerntanz (auch: Kirchweih)                                                              | um 1568 | Öl auf Holz          | 114 cm × 164 cm     | BRVEGEL (unten rechts)                                            | Wien, Kunsthistorisches Museum           | MS 36 |      |                                                                                              |
| Die Bekehrung des Paulus                                                                      | 1567    | Öl auf Holz          | 108 cm × 156 cm     | BRVEGEL. M.D.LXVII (unten rechts)                                 | Wien, Kunsthistorisches Museum           | MS 34 |      |                                                                                              |
| Der Bethlehemitische Kindermord (auch: Das Massaker der Unschuldigen)                         | 1565–67 | Öl auf Holz          | 109,2 cm × 154,9 cm | ohne                                                              | Windsor, Windsor Castle                  | MS 27 |      |                                                                                              |
| Der Blindensturz (auch: Das Gleichnis von den Blinden)                                        | 1568    | Tempera auf Leinwand | 86 cm × 156 cm      | BRVEGEL M.D.LX.VIII (unten links)                                 | Neapel, Museo di Capodimonte             | MS 42 |      |                                                                                              |
| Christus und die Apostel am See Genezareth                                                    | 1553    | Öl auf Holz          | 67 cm × 100 cm      | P.BRVEGHEL / 1553 (unten links)                                   | Privatbesitz                             | MS 02 |      |                                                                                              |
| Christus und die Ehebrecherin                                                                 | 1565    | Öl auf Leinwand      | 24,1 cm × 34,4 cm   | BRVEGEL.M.D.LXV (unten links)                                     | London, Courtauld Institute of Art       | MS 29 |      |                                                                                              |
| Die drei Soldaten                                                                             | 1568    | Öl auf Holz          | 20,3 cm × 17,8 cm   | BRVEGEL.M.D.LXVIII (unten links)                                  | New York, Frick Collection               | MS –  |      |                                                                                              |
| Der düstere Tag                                                                               | 1565    | Öl auf Holz          | 118 cm × 163 cm     | Reste: BRVEGEL [MDLX]V (unten links)                              | Wien, Kunsthistorisches Museum           | MS 26 |      |                                                                                              |
| Die Elster auf dem Galgen (auch: Tanz unter dem Galgen)                                       | 1568    | Öl auf Holz          | 45,9 cm × 50,8 cm   | BRVEGEL 1568 (unten rechts)                                       | Darmstadt, Hessisches Landesmuseum       | MS 43 |      |                                                                                              |
| Flusslandschaft mit einem Sämann                                                              | 1557    | Öl auf Holz          | 74 cm × 102 cm      | […]VEGHEL [.]557                                                  | San Diego, Timken Museum of Art          | MS 05 |      |                                                                                              |
| Der Gähner (auch: Der schreiende Mann)                                                        |         | Öl auf Holz          | 12,6 cm × 9,2 cm    | Reste: P. […] (mittig rechts)                                     | Brüssel, Kgl. Museen der Schönen Künste  | MS –  |      | Zuschreibung fraglich                                                                        |
| Hafen von Neapel (auch: Die Seeschlacht)                                                      | 1558–62 | Öl auf Holz          | 42,2 cm × 71,2 cm   | ohne                                                              | Rom, Galleria Doria Pamphilj             | MS 09 |      |                                                                                              |
| Die Heimkehr der Herde                                                                        | 1565    | Öl auf Holz          | 117 cm × 159 cm     | BRVEGEL MDLXV (unten links)                                       | Wien, Kunsthistorisches Museum           | MS 24 |      |                                                                                              |
| Die Heuernte                                                                                  | 1565    | Öl auf Holz          | 114 cm × 158 cm     | ohne                                                              | Prag Palais Lobkowitz in der Prager Burg | MS 22 |      | eine falsche Signatur wurde 1931 entfernt                                                    |
| Der Hochzeitstanz                                                                             | 1566    | Öl auf Holz          | 119,4 cm × 157,5 cm | MDLXVI                                                            | Detroit, Detroit Institute of Arts       | MS 32 |      |                                                                                              |
| Die Jäger im Schnee (auch: Heimkehr der Jäger)                                                | 1565    | Öl auf Holz          | 117 cm × 162 cm     | BRVEGEL. M.D.LXV (unten mittig)                                   | Wien, Kunsthistorisches Museum           | MS 25 |      |                                                                                              |
| Der Kampf zwischen Karneval und Fasten (auch: Streit des Karnevals mit der Fastenzeit)        | 1559    | Öl auf Holz          | 118 cm × 164,5 cm   | BRVEGEL 1559 (unten links, V und E ligiert)                       | Wien, Kunsthistorisches Museum           | MS 07 |      |                                                                                              |
| Die Kinderspiele                                                                              | 1560    | Öl auf Holz          | 118 cm × 161 cm     | BRVEGEL 1560 (unten rechts)                                       | Wien, Kunsthistorisches Museum           | MS 08 |      |                                                                                              |
| Kopf einer alten Bäuerin                                                                      | um 1568 | Öl auf Holz          | 22 cm × 18 cm       | ohne                                                              | München, Alte Pinakothek                 | MS 38 |      |                                                                                              |
| Die Kornernte                                                                                 | 1565    | Öl auf Holz          | 119 cm × 162 cm     | BRVEGEL / [MD]LXV (unten rechts)                                  | New York, Metropolitan Museum of Art     | MS 23 |      |                                                                                              |
| Die Kreuztragung Christi (auch: Aufstieg zum Kalvarienberg)                                   | 1564    | Öl auf Holz          | 124 cm × 170 cm     | BRVEGEL. MD.LXIIII (unten rechts)                                 | Wien, Kunsthistorisches Museum           | MS 20 |      |                                                                                              |
| Die Krüppel (auch: Die Bettler)                                                               | 1568    | Öl auf Holz          | 18,5 cm × 21,5 cm   | BRVEGEL.M.D.LXVIII (unten links)                                  | Paris, Louvre                            | MS 41 |      |                                                                                              |
| Landschaft mit der Flucht nach Ägypten                                                        | 1563    | Öl auf Holz          | 37,1 cm × 55,6 cm   | BRVEGEL MDLXIII (unten rechts)                                    | London, Courtauld Institute of Art       | MS 18 |      |                                                                                              |
| Landschaft mit dem Sturz des Ikarus (Fassung der Kgl. Museen, Brüssel)                        | 1555–68 | Öl auf Leinwand      | 73,5 cm × 112 cm    | ohne                                                              | Brüssel, Kgl. Museen der Schönen Künste  | MS 03 |      | Zuschreibung fraglich                                                                        |
| Meerlandschaft mit brennender Stadt (auch: Landschaft mit Segelschiffen und brennender Stadt) | um 1553 | Öl auf Holz          | 24,4 cm × 34,8 cm   | ohne                                                              | Privatbesitz                             | MS 01 |      | Zuschreibung fraglich                                                                        |
| Der Misanthrop (auch: Die Treulosigkeit der Welt)                                             | um 1568 | Tempera auf Leinwand | 85 cm × 85 cm       | BRVEGEL 1568 (unten rechts auf der gemalten Umrahmung)            | Neapel, Museo di Capodimonte             | MS 40 |      | Echtheit der Inschrift und der Signatur umstritten                                           |
| Der Nestausnehmer (auch: Bauer und Vogeldieb)                                                 | 1568    | Öl auf Holz          | 59 cm × 68 cm       | BRVEGEL M.D.LXVIII (unten links)                                  | Wien, Kunsthistorisches Museum           | MS 39 |      | Signatur und Datierung wurden erneuert                                                       |
| Die niederländischen Sprichwörter                                                             | 1559    | Öl auf Holz          | 117 cm × 163 cm     | BRVEGEL 1559                                                      | Berlin, Gemäldegalerie                   | MS 06 |      |                                                                                              |
| Die Predigt Johannes des Täufers (auch: Bußpredigt des Johannes)                              | 1566    | Öl auf Holz          | 95 cm × 160,5 cm    | BRVEGEL M.D.LXVI                                                  | Budapest, Szépművészeti Múzeum           | MS 31 |      |                                                                                              |
| Das Schlaraffenland                                                                           | 1567    | Öl auf Holz          | 52 cm × 78 cm       | M.DLXVII / BRVEGEL (unten links)                                  | München, Alte Pinakothek                 | MS 37 |      |                                                                                              |
| Der Selbstmord Sauls (auch: Die Schlacht auf dem Gebirge Gilboa)                              | 1562    | Öl auf Holz          | 33,5 cm × 55 cm     | Titel: SAVL. XXXI. CAPIT. und BRVEGEL. M.CCCCC.LXII (unten links) | Wien, Kunsthistorisches Museum           | MS 10 |      |                                                                                              |
| Der Sturz der rebellierenden Engel                                                            | 1562    | Öl auf Holz          | 117 cm × 162 cm     | M.D.LXII / BRVEGEL (unten links)                                  | Brüssel, Kgl. Museen der Schönen Künste  | MS 12 |      |                                                                                              |
| Tod der Jungfrau (auch: Tod Mariae)                                                           | um 1564 | Öl auf Holz          | 36 cm × 55 cm       | BRVEGEL […]                                                       | Banbury, Upton House                     | MS 21 |      |                                                                                              |
| Die Tolle Grete (auch: Dulle Griet)                                                           | um 1562 | Öl auf Holz          | 117 cm × 162 cm     | Reste: […] MDLXI[.]                                               | Antwerpen, Museum Mayer van den Bergh    | MS 13 |      |                                                                                              |
| Der Triumph des Todes                                                                         | um 1562 | Öl auf Holz          | 117 cm × 162 cm     | ohne                                                              | Madrid, Museo del Prado                  | MS 14 |      |                                                                                              |
| Turmbau zu Babel (Wiener Fassung)                                                             | 1563    | Öl auf Holz          | 114 cm × 155 cm     | BRVEGEL. FE. M.CCCCC.LXIII (unten links)                          | Wien, Kunsthistorisches Museum           | MS 16 |      |                                                                                              |
| Turmbau zu Babel (Rotterdamer Fassung, auch: Der „kleine“ Turmbau)                            | um 1565 | Öl auf Holz          | 60 cm × 74,5 cm     | ohne                                                              | Rotterdam, Museum Boijmans Van Beuningen | MS 17 |      |                                                                                              |
| Die Volkszählung zu Bethlehem                                                                 | 1566    | Öl auf Holz          | 115,5 cm × 164,5 cm | BRVEGEL / 1566 (unten rechts)                                     | Brüssel, Kgl. Museen der Schönen Künste  | MS 30 |      |                                                                                              |
| Der Wein zum Fest des heiligen Martin (Madrider Fassung)                                      | 1565–68 | Tempera auf Leinwand | 148 cm × 270,5 cm   | […] BRVEGEL / M.D.L […] (unten links)                             | Madrid, Museo del Prado                  | MS –  |      |                                                                                              |
| Winterlandschaft mit Eisläufern und Vogelfalle (Brüsseler Fassung)                            | 1565    | Öl auf Holz          | 37 cm × 55,5 cm     | BRVEGEL / M.D.LXV (unten rechts)                                  | Brüssel, Kgl. Museen der Schönen Künste  | MS 28 |      |                                                                                              |
| Zwei Affen                                                                                    | 1562    | Öl auf Holz          | 20 cm × 23 cm       | BRVEGEL M.D.LXII (unten links)                                    | Berlin, Gemäldegalerie                   | MS 15 |      |                                                                                              |
| Zwölf Sprichwörter                                                                            | 1558    | Öl auf Holz          | 74 cm × 97,5 cm     | 15[.]8 BRVEGHEL (auf der letzten Tafel, mittig links)             | Antwerpen, Museum Mayer van den Bergh    | MS –  |      | Zuschreibung umstritten; die zwölf einzelnen Tafeln wurden nicht von Bruegel zusammengesetzt |

## Ehemals Bruegel zugeschriebene Gemälde
| Titel                                                                        | Jahr         | Technik                | Maße              | Signatur                         | Ort, Museum                               | Nr.   | Bild | Anmerkung                                                                                              |
| ---------------------------------------------------------------------------- | ------------ | ---------------------- | ----------------- | -------------------------------- | ----------------------------------------- | ----- | ---- | --- |
| Der Bethlehemitische Kindermord                                              | um 1576–1600 | Öl auf Holz            | 116 cm × 160 cm   | BRVEG[…]                         | Wien, Kunsthistorisches Museum            | MS –  |      | Pieter Brueghel dem Jüngeren zugeschrieben (fraglich); Bild beschnitten, damit auch Teile der Signatur |
| Der Ferraresische Hofnarr Gonella                                            | um 1445      | Öl auf Holz            | 36 cm × 24 cm     |                                  | Wien, Kunsthistorisches Museum            | MS –  |      | Jean Fouquet zugeschrieben                                                                             |
| Landschaft mit dem Sturz des Ikarus (Fassung des Museum Van Buuren, Brüssel) | um 1590–95   | Öl auf Holz            | 63 cm × 90 cm     |                                  | Brüssel, Museum Van Buuren                | MS –  |      | einem unbestimmten Nachfolger Bruegels zugeschrieben                                                   |
| Landschaft und Versuchung des heiligen Antonius                              | um 1550–75   | Öl auf Holz            | 57,8 × 85,7 cm    |                                  | Washington, D.C., National Gallery of Art | MS –  |      | einem unbestimmten Nachfolger Bruegels zugeschrieben                                                   |
| Der Seesturm                                                                 | um 1610–15   | Öl auf Holz            | 71 cm × 97 cm     |                                  | Wien, Kunsthistorisches Museum            | MS 44 |      | Joos de Momper zugeschrieben                                                                           |
| Der Wein zum Fest des heiligen Martin (Wiener Fassung)                       | um 1576–1600 | Leimfarbe auf Leinwand | 92,5 cm × 73,5 cm |                                  | Wien, Kunsthistorisches Museum            | MS –  |      | Pieter Brueghel dem Jüngeren zugeschrieben                                                             |
| Winterlandschaft mit Eisläufern und Vogelfalle (Wiener Fassung)              | 1601         | Öl auf Holz            | 39 cm × 57 cm     | P. BRVEGH[…] 1601 (unten rechts) | Wien, Kunsthistorisches Museum            | MS –  |      | Pieter Brueghel dem Jüngeren zugeschrieben (fraglich)                                                  |